# ビル・ホソカワ
ウィリアム・クンペイ・ホソカワ（William Kunpei Hosokawa、日本名：細川 勲平〈ほそかわ くんぺい〉、1915年1月30日 - 2007年11月9日）は、アメリカ合衆国のジャーナリスト、作家。日系アメリカ人の視点による著作は、日本語に翻訳されて出版されたものも多い。

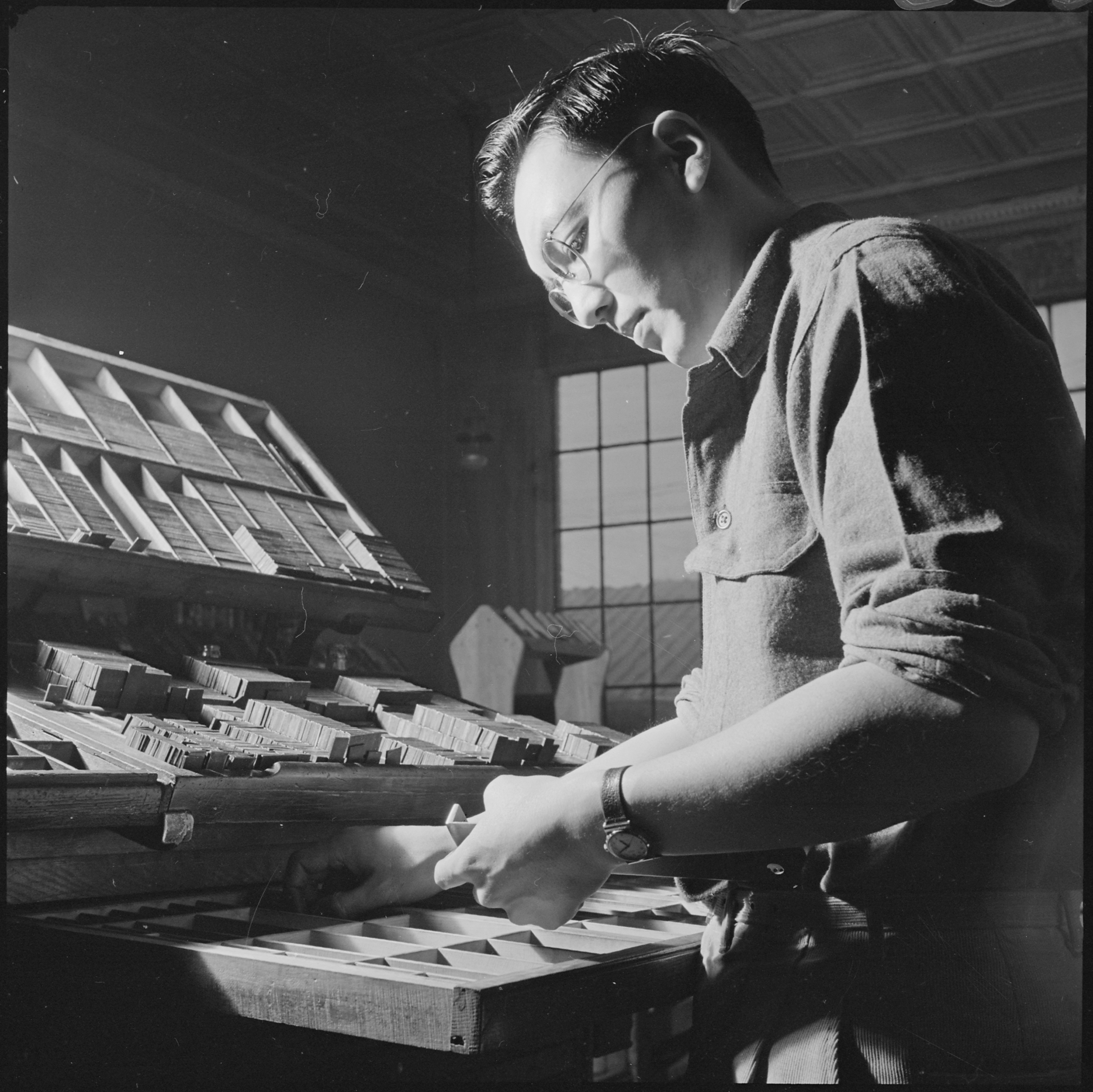
Heart Mountain Relocation Center, Heart Mountain, Wyoming. In the press room of the Cody Enterprise... 1943年1月8日

## 経歴
1915年、ワシントン州シアトルに生まれる。ワシントン大学に進学してジャーナリズムを専攻するが、1937年に大学を卒業しても日系人を採用してくれる新聞社は無かった。英字新聞の立ち上げを志し、シンガポールや上海を渡り歩いた後、真珠湾攻撃が行われる直前に帰国。

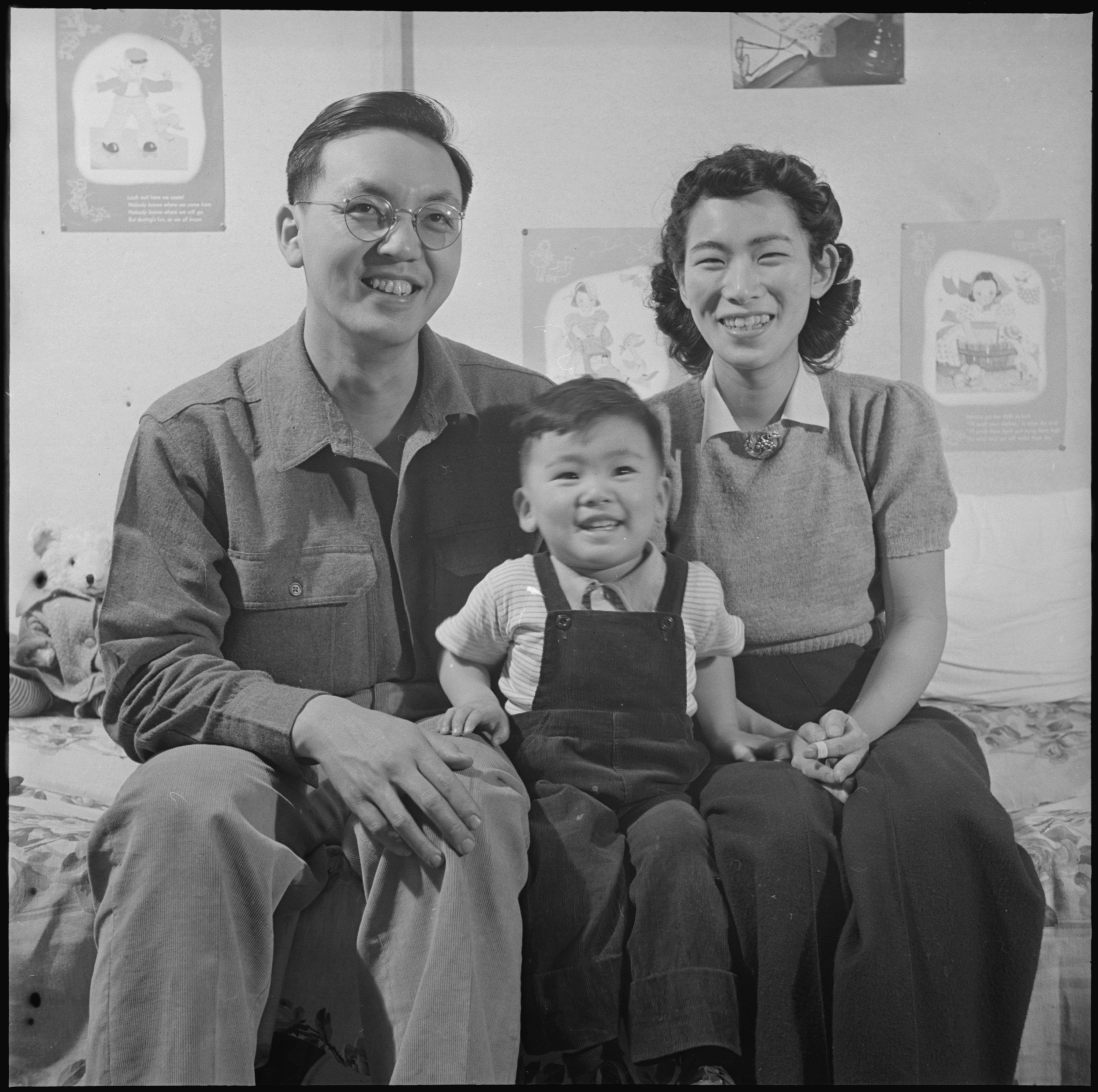
ハートマウンテン移住センター左からビル､息子のマイク､妻アリス。1942年9月16日

第二次世界大戦中は、ワイオミング州のハートマウンテン移住センター（強制収容所）に収容され、所内新聞である「ハートハウンテン・センチネル」の編集にあたった。所内で収容者の徴兵拒否運動が組織化された際には、徴兵拒否に否定的な立場を取っている。
1946年、コロラド州に移り「デンバー・ポスト」の編集を行う傍ら日系人の強制収容を題材にした書籍を出版。「パシフィック・シチズン」紙でも差別を題材にしたコラムを長年担当した。

## 著書
- 『二世 ― このおとなしいアメリカ人』井上勇訳, 時事通信社, 1971
- 『120%の忠誠 ― 日系二世・この勇気ある人びとの記録』飯野正子訳, 有斐閣, 1984
- 『日系人のコロラド』森田幸夫訳, 柏艪舎, 2009
- 『モーゼと呼ばれた男 マイク・正岡』マイク正岡共著, 塩谷紘訳, ティビーエス・ブリタニカ, 1988
- 『ジャパニーズ・アメリカン ― 日系米人・苦難の歴史』ロバート・ウィルソン共著, 猿谷要訳, 有斐閣, 1982